# Shahriar S. Afshar
Shahriar Sadigh Afshar, em pársi: شهريار صديق افشار ‎ (Irã, 1971), é um físico irano-americano conhecido por planejar e realizar, em 2004, na Universidade Harvard, o chamado Experimento de Afshar..
Trata-se de uma experiência óptica que pode desafiar o princípio da complementaridade de Niels Bohr, embora não haja até agora nenhum consenso sobre isso, na comunidade científica. O resultado da experiência parece estar de acordo com as predições padrão da Mecânica Quântica; entretanto pode não estar de acordo com a relação de dualidade de Englert-Greenberger.